# Dawid i Sandy
Dawid i Sandy (szw. David och de magiska pärlorna) – polsko-szwedzki film animowany z 1988 roku.

## Obsada głosowa
| Postać      | Wersja polska     | Wersja szwedzka  |
| ----------- | ----------------- | ---------------- |
| Dawid       | Ewa Złotowska     | Martin Lindström |
| Łowczyni    | Ewa Kania         | Mia Benson       |
| Wielki Szef | Tadeusz Włudarski | Åke Lindström    |
| Samuel      | Jerzy Molga       | brak danych      |
| tata Dawida | Jerzy Molga       | Gunnar Ernblad   |
| mama Dawida | Ewa Żukowska      | Gunilla Norling  |

## Fabuła
Film opowiada o kilkuletnim chłopcu Dawidzie. Mieszka on wraz z rodzicami i psem Pipsem na skraju dżungli. Okazuje się, że grasuje tam Łowczyni wyłapująca zwierzęta i zamykająca je w klatkach. Jej przełożony, Wielki Szef, sprzedaje je do ogrodów zoologicznych. Za pieniądze zarobione w ten sposób chcą oni wybudować w sercu dżungli kopalnię złota. Dawid napotyka pisklę orłów, Sandy'ego, które chce zwrócić rodzicom, którzy jednak zostali schwytani przez Łowczynię. Gdy pojawiają się kosmici poszukujący pereł, kobieta, aby uzyskać pożądany cel, podaje się za obrończynię zwierząt. Wspólnie próbują pokonać kłusowników i uwolnić uwięzione zwierzęta. Ucieczka Wielkiego Szefa przez Królestwo Podziemi i przejście przez magiczne lustra kończy się jego śmiercią. Dżungla powraca do normalnego życia, a Sandy odnajduje rodziców i razem odlatują do gniazda.

## Nagrody filmowe
- 1988 – Wiesław Zięba Poznań (FF dla Dzieci) – Nagroda Jury Dziecięcego
- 1987 – Wiesław Zięba Nagroda Szefa Kinematografii w dziedzinie filmu animowanego